# 巴斯德撞擊坑 (火星)
巴斯德撞擊坑（英語：Pasteur）是一個位於火星阿拉伯區的撞擊坑，中心座標19.4°N，335.5°W。該撞擊坑直徑113公里，以法國化學家路易·巴斯德命名。

## 地質狀況
在巴斯德撞擊坑西南方有暗色的沙丘群存在。這些新月型沙丘的排列模式顯示是由東北風形成的。沙丘的砂來源可能是在附近。沙丘的迎風面有一個小撞擊坑幼發拉底撞擊坑，這個巴斯德撞擊坑內的小撞擊坑內沉積物可能已經消失。暗色沉積物已經存在於幼發拉底撞擊坑底的小區域。火星偵察軌道器的 HiRISE 拍攝的坑內沙丘在一個火星年中的變化顯示沙丘中的砂仍向西南方移動。

## 圖集

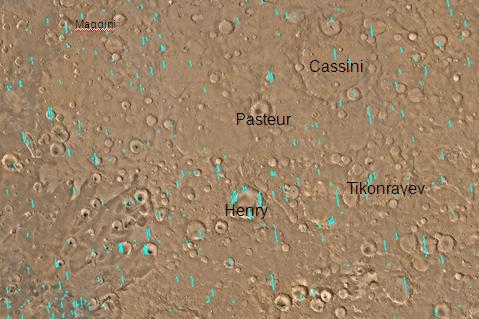
阿拉伯區地圖。
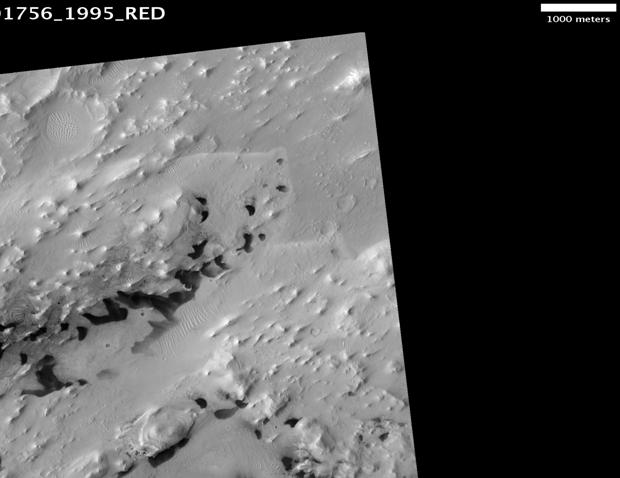
HiRISE 拍攝的巴斯德撞擊坑底。